# Marile Premii ISU 2009 în patinaj artistic
Marile Premii ISU în patinaj artistic 2009 s-au desfășurat în 6 mari etape (Trofeul Eric Bompard, Cupa Rostelecom, Cupa Chinei, Trofeul NHK, Skate America, Skate Canada) + marea finală de la Tokyo, în toate cele 4 probe : masculin, feminin, perechi și dans pe gheață. La aceste competiții se poate participa doar pe bază de invitație din partea organizatorilor.

### Calificări pentru finala marelui premiu
| Locul | Puncte (Individual/Dans) | Puncte (Perechi) |
| ----- | ------------------------ | ---------------- |
| 1     | 15 Puncte                | 15 Puncte        |
| 2     | 13 Puncte                | 13 Puncte        |
| 3     | 11 Puncte                | 11 Puncte        |
| 4     | 9 Puncte                 | 9 Puncte         |
| 5     | 7 Puncte                 | 7 Puncte         |
| 6     | 5 Puncte                 | 5 Puncte         |
| 7     | 4 Puncte                 |                  |
| 8     | 3 Puncte                 |                  |

## Calendar
| Competiția                 | Locația               | Data                            |
| -------------------------- | --------------------- | ------------------------------- |
| Trofeul Eric Bompard       | Paris, Franța         | 15 - 18 octombrie 2009          |
| Cupa Rostelecom            | Moscova, Rusia        | 22 - 25 octombrie 2009          |
| Cupa Chinei                | Beijing, China        | 29 octombrie - 1 noiembrie 2009 |
| Trofeul NHK                | Nagano, Japonia       | 5 - 8 noiembrie 2009            |
| Skate America              | Lake Placid, New York | 12 - 15 noiembrie 2009          |
| Skate Canada               | Kitchener, Ontario    | 19 - 22 noiembrie 2009          |
| Finala marelui premiu 2009 | Tokyo, Japonia        | 3 - 6 decembrie 2009            |

## Rezultate

### Trofeul Eric Bompard
| Disciplina     | Aur                              | Argint                             | Bronz                            |
| Masculin       | Nobunari Oda                     | Tomáš Verner                       | Adam Rippon                      |
| Perechi        | Maria Mukhortova & Maxim Trankov | Jessica Dubé & Bryce Davison       | Aliona Savcenko & Robin Szolkowy |
| Feminin        | Yu-Na Kim                        | Mao Asada                          | Yukari Nakano                    |
| Dans pe gheață | Tessa Virtue & Scott Moir        | Nathalie Péchalat & Fabian Bourzat | Sinead Kerr & John Kerr          |

### Cupa Rostelecom
| Discipline     | Aur                         | Argint                            | Bronz                               |
| Masculin       | Evgeni Plushenko            | Takahiko Kozuka                   | Artem Borodulin                     |
| Perechi        | Pang Qing & Tong Jian       | Yuko Kavaguti & Alexander Smirnov | Keauna McLaughlin & Rockne Brubaker |
| Dans pe gheață | Meryl Davis & Charlie White | Anna Cappellini & Luca Lanotte    | Ekaterina Rubleva & Ivan Shefer     |
| Feminin        | Miki Ando                   | Ashley Wagner                     | Alena Leonova                       |

### Cupa Chinei
| Disciplina     | Aur                             | Argint                           | Bronz                                  |
| Masculin       | Nobunari Oda                    | Evan Lysacek                     | Sergei Voronov                         |
| Feminin        | Akiko Suzuki                    | Kiira Korpi                      | Joannie Rochette                       |
| Perechi        | Shen Xue & Zhao Hongbo          | Zhang Dan & Zhang Hao            | Tatiana Volosozhar & Stanislav Morozov |
| Dans pe gheață | Tanith Belbin & Benjamin Agosto | Jana Khokhlova & Sergei Novitski | Federica Faiella & Massimo Scali       |

### Trofeul NHK
| Disciplina     | Aur                         | Argint                            | Bronz                        |
| Masculin       | Brian Joubert               | Johnny Weir                       | Michal Březina               |
| Feminin        | Miki Ando                   | Alena Leonova                     | Ashley Wagner                |
| Perechi        | Pang Qing & Tong Jian       | Yuko Kavaguti & Alexander Smirnov | Rena Inoue & John Baldwin    |
| Dans pe gheață | Meryl Davis & Charlie White | Sinead Kerr & John Kerr           | Vanessa Crone & Paul Poirier |

### Skate America
| Disciplina     | Aur                             | Argint                                 | Bronz                               |
| Masculin       | Evan Lysacek                    | Shawn Sawyer                           | Ryan Bradley                        |
| Feminin        | Kim Yu-Na                       | Rachael Flatt                          | Júlia Sebestyén                     |
| Perechi        | Shen Xue & Zhao Hongbo          | Tatiana Volosozhar & Stanislav Morozov | Zhang Dan & Zhang Hao               |
| Dans pe gheață | Tanith Belbin & Benjamin Agosto | Anna Cappellini & Luca Lanotte         | Alexandra Zaretski & Roman Zaretski |

### Skate Canada
| Discipline     | Aur                              | Argint                             | Bronz                        |
| Masculin       | Jeremy Abbott                    | Daisuke Takahashi                  | Alban Préaubert              |
| Feminin        | Joannie Rochette                 | Alissa Czisny                      | Laura Lepistö                |
| Perechi        | Aliona Savcenko & Robin Szolkowy | Maria Mukhortova & Maxim Trankov   | Jessica Dubé & Bryce Davison |
| Dans pe gheață | Tessa Virtue & Scott Moir        | Nathalie Péchalat & Fabian Bourzat | Kaitlyn Weaver & Andrew Poje |